# Bert De Backer
Bert De Backer (Eeklo, Flandes, 2 de abril de 1984) es un ciclista belga que fue profesional desde 2007 a 2021.

## Palmarés
2013
- Gran Premio Jef Scherens[2]

## Resultados en Grandes Vueltas
| Carrera | Carrera         | 2007 | 2008 | 2009 | 2010 | 2011 | 2012 | 2013  | 2014  | 2015  | 2016 | 2017 | 2018 | 2019 | 2020 | 2021 |
| ------- | --------------- | ---- | ---- | ---- | ---- | ---- | ---- | ----- | ----- | ----- | ---- | ---- | ---- | ---- | ---- | ---- |
|         | Giro de Italia  | —    | —    | —    | —    | —    | —    | 157.º | 133.º | 158.º | Ab.  | —    | —    | —    | —    | —    |
|         | Tour de Francia | —    | —    | —    | —    | —    | —    | —     | —     | —     | —    | —    | —    | —    | —    | —    |
|         | Vuelta a España | —    | —    | —    | —    | —    | —    | —     | —     | —     | —    | —    | —    | —    | —    | —    |

—: no participa

Ab.: abandono

## Equipos
- Navigators Insurance Cycling Team (2007)[3]
- Skil/Argos/Giant (2008[4] -2017)
  - Skil-Shimano (2008-2011)
  - Team Argos-Shimano (2012-2013)
  - Team Giant-Shimano (2014)
  - Team Giant-Alpecin (2015-2016)
  - Team Sunweb (2017)
- Vital Concept/B&B Hotels (2018-2021)
  - Vital Concept Cycling Club (2018)
  - Vital Concept-B&B Hotels (2019)
  - B&B Hotels-Vital Concept p/b KTM (2020)
  - B&B Hotels p/b KTM (2021)